# Linda Monsen Merkesdal

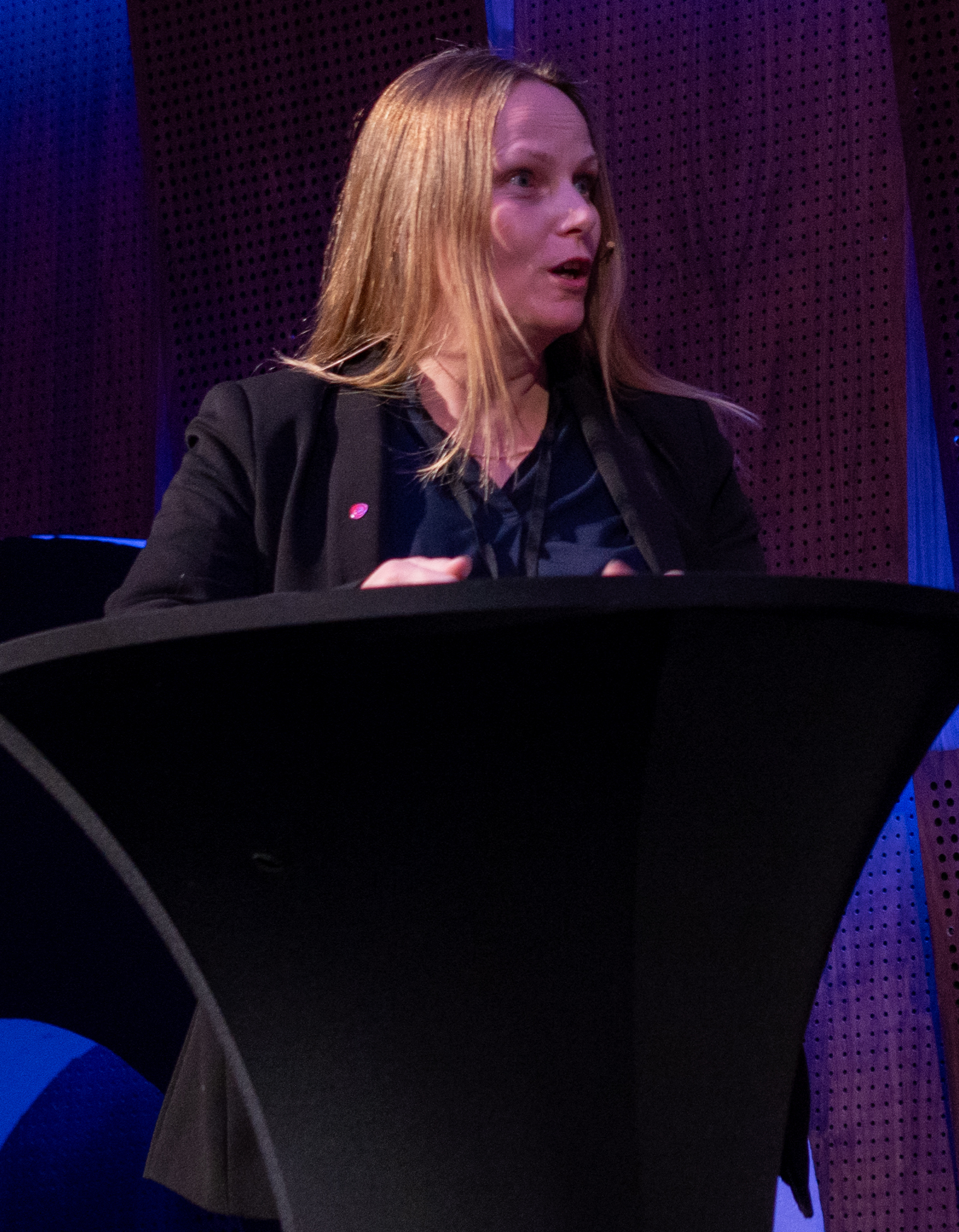
Linda Monsen Merkesdal, 2023

Linda Monsen Merkesdal (* 12. April 1973) ist eine norwegische Politikerin der sozialdemokratischen Arbeiderpartiet (Ap). Seit 2021 ist sie Abgeordnete im Storting.

## Leben
Merkesdal stammt aus Voss und ist ausgebildete Pflegerin. Sie arbeitete unter anderem von 2009 bis 2014 im Kinder- und Jugendbereich. Im Jahr 2015 wurde sie Mitglied im Kommunalparlament von Voss. Bei der Fylkestingswahl 2019 wurde sie Abgeordnete im Fylkesting von Vestland. Ab 2018 arbeitete sie als Abteilungsleiterin bei NAV in Voss.
Merkesdal zog bei der Parlamentswahl 2021 erstmals in das norwegische Nationalparlament Storting ein. Dort vertritt sie den Wahlkreis Hordaland und wurde Mitglied im Energie- und Umweltausschuss.